# 内海駅 (宮崎県)
内海駅（うちうみえき）は、宮崎県宮崎市大字内海にある、九州旅客鉄道（JR九州）日南線の駅である。駅名の読みは地名や苗字で一般的な「うつみ」ではなく「うちうみ」である。

## 歴史
- 1963年（昭和38年）
  - 5月8日：国鉄日南線の駅として開設[1][2]。旅客のみ取扱う無人駅[3]。
  - 6月10日：荷物扱い開始[2]。同時に有人駅化[4]。
- 1964年（昭和39年）3月30日：車扱貨物取扱開始[2]。
- 1967年（昭和42年）11月15日：車扱貨物取扱廃止[2]。
- 1978年（昭和53年）3月：ホームを20 m延伸、ホーム有効長を90 mとする[5]。
- 1984年（昭和59年）2月1日：荷物扱い廃止[2]、無人駅化[6]。
- 1987年（昭和62年）4月1日：国鉄分割民営化に伴い、九州旅客鉄道（JR九州）の駅となる[2]。
- 2022年（令和4年）4月1日：宮崎支社発足、鹿児島支社から同支社へ移管[7]。

## 駅構造
単式ホーム1面1線を有する地上駅。広い構内で、以前は島式ホーム1面2線を有する交換可能駅であったが、下り側の線路が撤去された。駅舎も解体されていて、今はその跡に待合所が建てられている。無人駅。

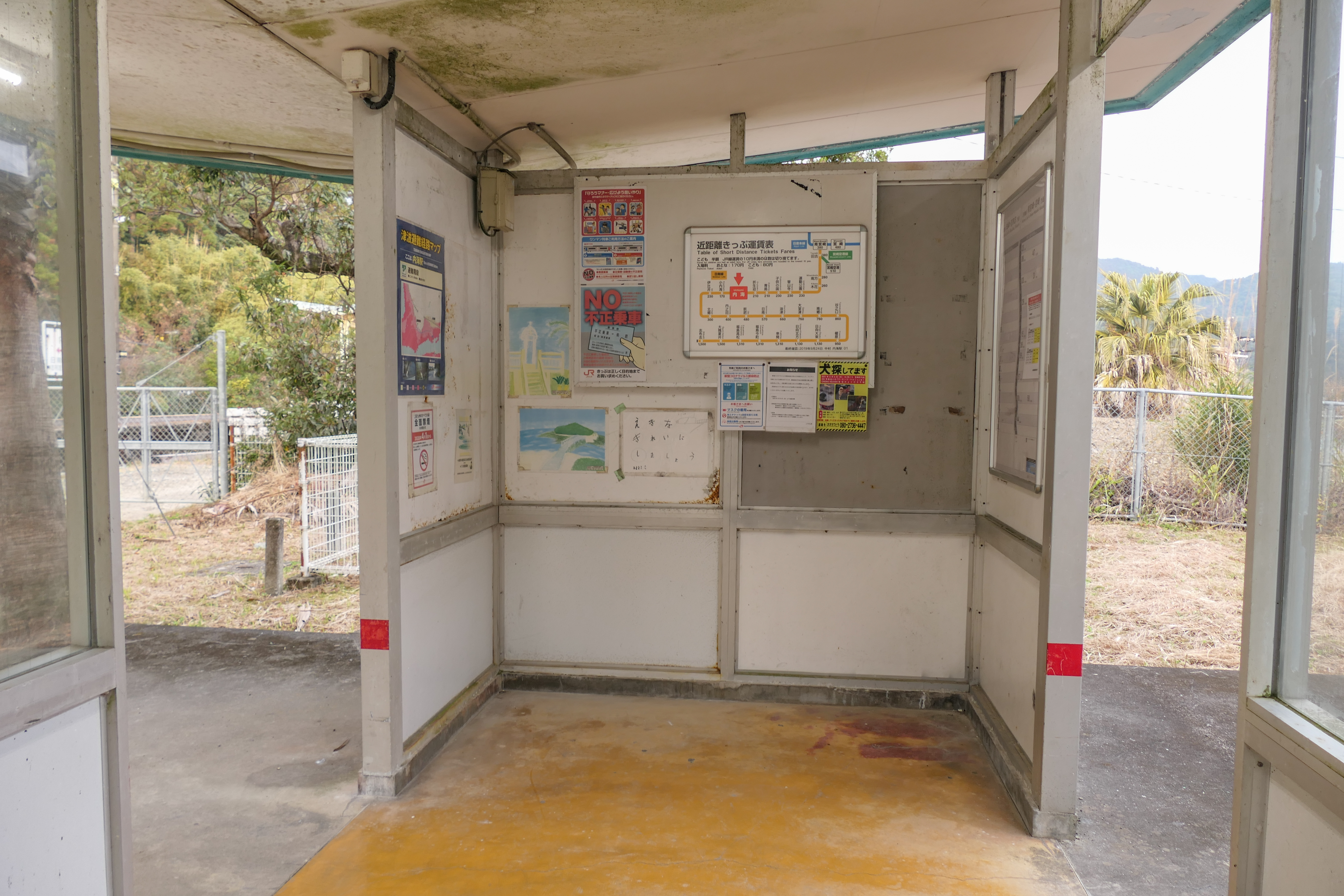
待合所内
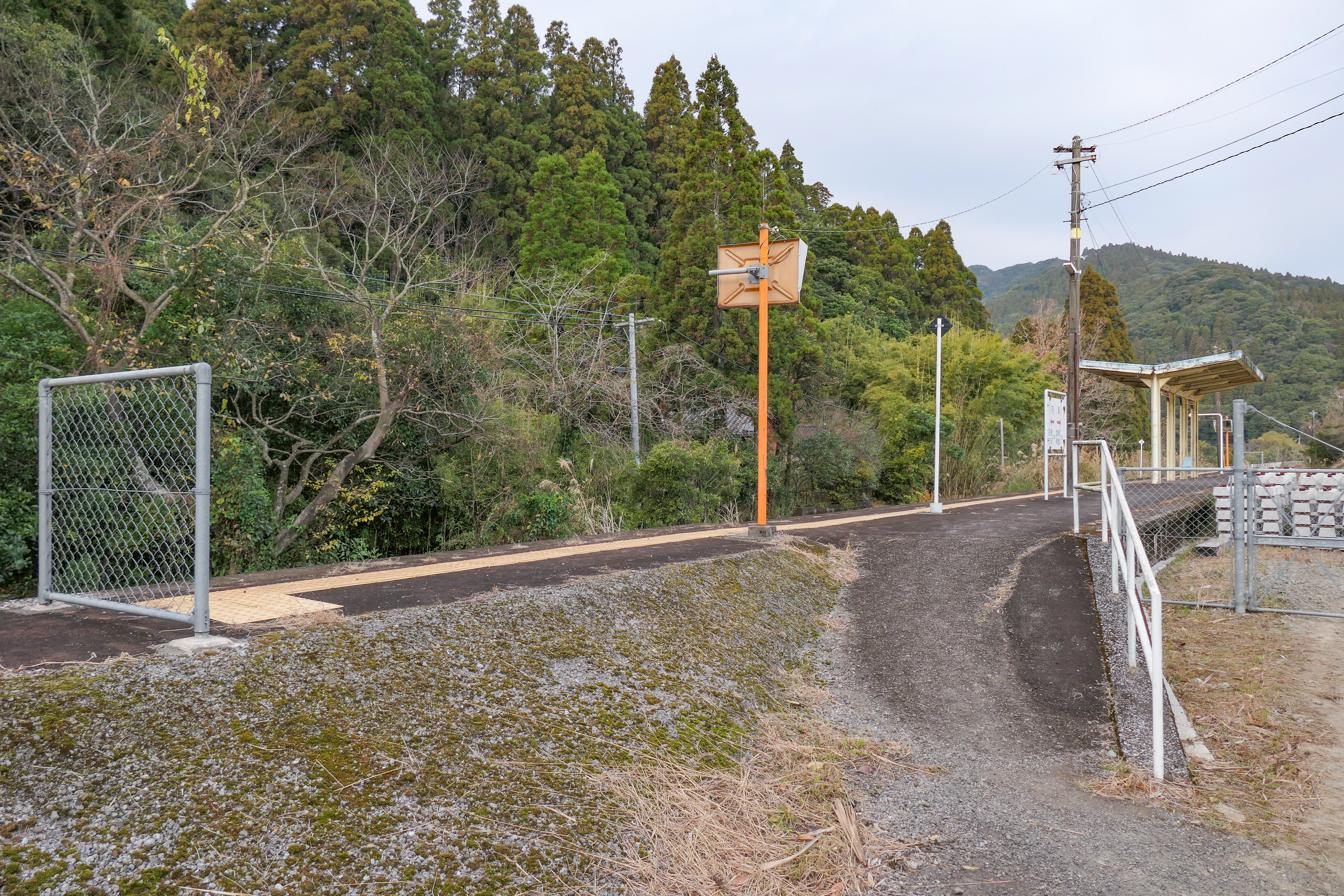
ホーム入口
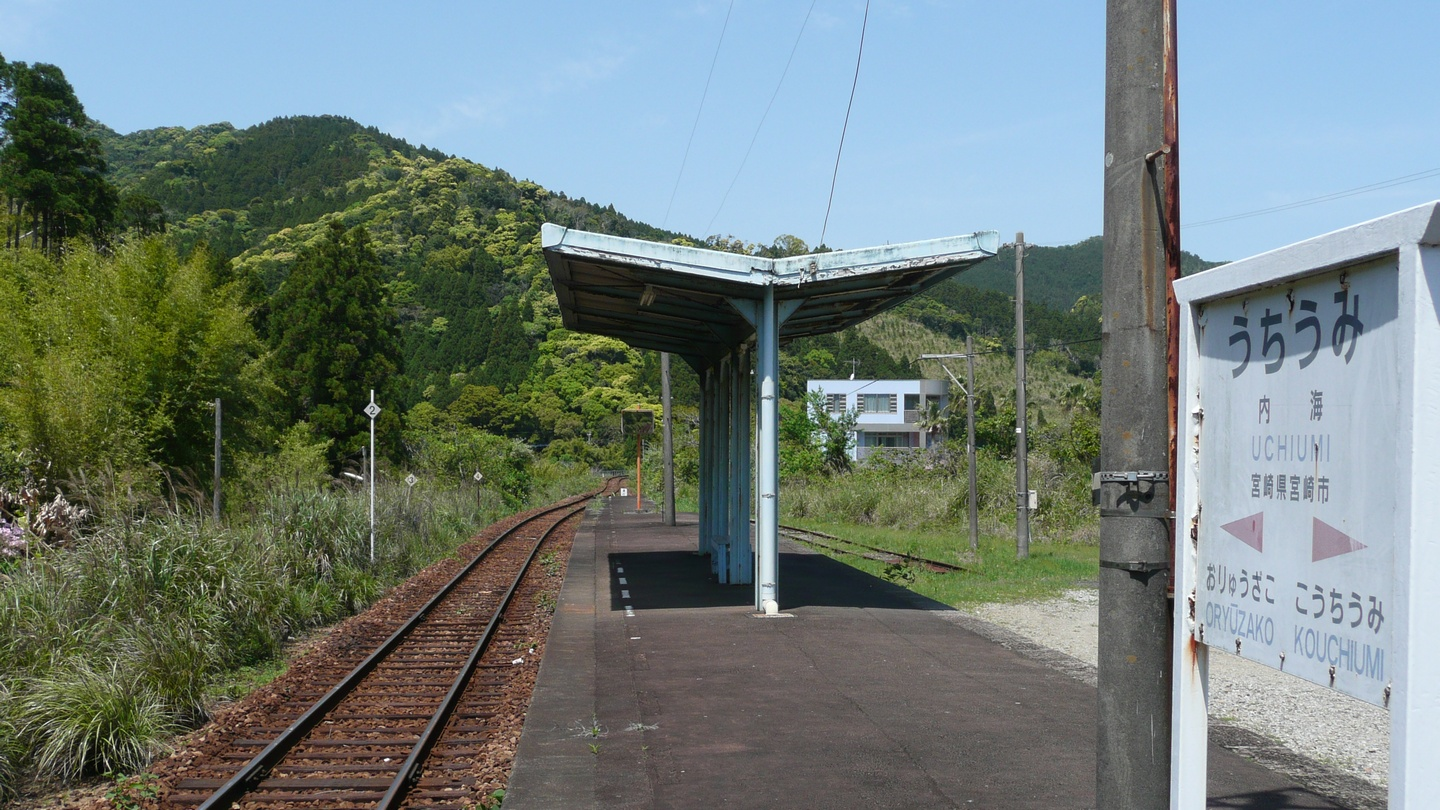
ホーム（折生迫方面）

## 利用状況
2015年（平成27年）度の1日平均乗車人員は19人である。
近年の1日平均乗車人員の推移は以下の通り。
| 年度   | 1日平均 乗車人員 |
| ------ | ---------------- |
| 1996年 | 65               |
| 1997年 | 77               |
| 1998年 | 69               |
| 1999年 | 64               |
| 2000年 | 58               |
| 2001年 | 55               |
| 2002年 | 57               |
| 2003年 | 53               |
| 2004年 | 46               |
| 2005年 | 44               |
| 2006年 | 36               |
| 2007年 | 38               |
| 2008年 | 35               |
| 2009年 | 34               |
| 2010年 | 31               |
| 2011年 | 27               |
| 2012年 | 29               |
| 2013年 | 24               |
| 2014年 | 22               |
| 2015年 | 19               |

## 駅周辺
特急「海幸山幸」は当駅では客扱いをしないものの、鬼の洗濯板のビュースポットとなるため運転停車する。
- 宮崎市立内海小学校
- 内海郵便局
- 内海港

## 隣の駅
九州旅客鉄道（JR九州）
■日南線
■快速「日南マリーン号」
通過
■普通
折生迫駅 - 内海駅 - 小内海駅